# Белокурова, Софья Михайловна
Софья Михайловна Белокурова (род. 3 декабря 1981, Барнаул, РСФСР, СССР) — российский искусствовед, член-корреспондент РАХ (2022).

## Биография
Родилась 3 декабря 1981 года в Барнауле, где живёт и работает.
В 2004 году — окончила исторический факультет Алтайского государственного университета.
С 2005 по 2006 годы — работала преподавателем Ховдский государственный университет (Монголия).
С 2006 года — работает в Алтайском государственном институте культуры и искусств, старший научный сотрудник, а с 2011 года — доцент.
В 2012 году — защитила кандидатскую диссертацию, тема: «Мировоззренческое содержание культурных констант ойратов».
С 2014 года — директор Центра монгольского языка и культуры.
С 2016 года — член Ассоциации искусствоведов России.
С 2020 года — член Союза художников России.
В 2022 году — избрана членом-корреспондентом Российской академии художеств.
Помощник начальника мастерских по искусствоведению Отделения «Урал, Сибирь и Дальний Восток» РАХ, редактор отдела иностранных авторов журнала «Искусство Евразии».

## Научная деятельность
С 2011 года является участником нескольких научно-исследовательских российско-монгольских грантовых проектов:
- Совместный грант РГНФ-МинОКН Монголии «Русско-монгольское культурное взаимодействие в трансграничной области на Алтае: параллелизм философский идей и художественных форм» № 11−24−03003а/Mon, исполнитель, 2011−2013
- Международный конкурс РГНФ-МинОКН Монголии «Парадигмальное сходство и различие художественной культуры России и Монголии: философско-искусствоведческий и лингво-культурологический анализ и его практическое применение» № 13−24−03003, исполнитель, координатор проекта, 2013−2015
- Научно-практическая конференция с международным участием «Культура трансграничной области на Алтае как основание архитектурного и художественного образования», № 13−16−22504, исполнитель. 2013
- Международный конкурс РГНФ — Министерство образования и науки Монголии (МОНМ) «Изобразительное искусство Сибири и Монголии XX — начала XXI веков: кросс-культурное взаимодействие и влияние художественных традиций», № 15−24−03002, исполнитель, координатор гранта. 2015−2017

Основные научные труды
- Белокурова С. М., Цэдэв Навзоч, Шишин М. Ю., Опыт философско-культурологического анализа художественной культуры России и Монголии (на примере образа собаки) / Вестник алтайской науки, № 2-2, 2013. С. 64-70
- Шишин М. Ю., Белокурова С. М., Галина Удалова, Геннадий Бурков: жизнь и творчество / Монография. Сост.: Шишин М. Ю., Белокурова С. М. — Барнаул: ОАО «Алтайский дом печати», 2009. — 342 с.

## Награды
- Диплом Российской академии художеств (2016)
- Серебряная медаль Российской академии художеств (2019)